# 무융
무융(繆肜, ? ~ ?)은 후한의 정치가로, 자는 예공(豫公)이며, 예주(豫州) 여남군(汝南郡) 소릉현(召陵縣) 사람이다.

## 사적
어릴 때 부모를 여의고, 4형제가 재산과 생업을 함께하며 살았다. 이후 각기 아내를 맞이하였는데, 아내들이 재산을 나누어 갖고 따로 살 것을 원하며 자주 다투었다. 무융은 이 광경을 개탄스렵게 여겨 방문을 닫고 자신을 매질하며 말하였다.
| “ | 무융, 네가 몸가짐을 바르게 하고 성인의 법도를 익히는 것은 장차 풍속을 바로잡으려 함인데, 어찌하여 집안 하나 다스리지 못한단 말이냐! | ” |

무융의 동생과 아내들은 이를 듣고 머리를 조아리며 잘못을 빌었고, 곧 다시 예전처럼 화목하게 지냈다.
훗날 무융은 현의 주부(注簿)가 되었다. 현령이 탄핵을 받아 고문당하게 되었는데, 다른 관리들은 모두 벌을 받을까봐 두려워하여 나서지 않았다. 오로지 무융 혼자 결백을 주장하였는데, 그 또한 모진 고문을 받아 몸에 구더기가 들끓을 지경이었다. 무융은 4년 동안 옥고를 치렀는데, 현령이 죽고 나서야 사면되었다.
이후 무융은 여남태수(汝南太守) 양담(梁湛)의 부름을 받아 군의 결조사(決曹史)가 되었다. 안제(安帝) 때 양담이 병으로 죽으니, 무융은 양담의 시신을 그의 고향인 농서(隴西)로 운구하였다. 장례를 치르려는 때에 서강(西羌)이 난리를 일으켰는데, 양담의 아내와 자식들은 난리를 피해 다른 군으로 달아났으나 무융은 달아나지 않고 무덤을 팠다. 그러고는 우물 곁에 굴을 파 방을 만들어 낮에는 그곳에 숨고 밤에는 흙을 져 나르니, 난리가 끝난 이후에는 무덤이 완성되었다. 양담의 처자들은 무융이 죽은 줄로만 알았다가 돌아와 보고는 크게 놀랐다. 관서(關西)의 사람들이 모두 그 덕을 칭송하여 전하였고, 수레 · 말 · 의복과 재물을 보냈으나 무융은 받지 않고 고향으로 돌아갔다.
무융은 공부(公府)에 벽소되어 우이(尤異)로 천거되었고, 중모령(中牟令)으로 이직되었다. 중모현은 수도와 가까워 세도가들이 많이 살았는데, 무융은 임지에 도착하고 간신배와 청탁을 받은 귀족 · 외척, 그리고 빈객들을 백여 명이나 주살하여 명성을 떨쳤으나 재임 중 죽었다.

## 출전
- 범엽(范曄), 《후한서》(後漢書) 권81 독행열전(獨行列傳)